# Краснецкий, Иван Михайлович
Ива́н Миха́йлович Красне́цкий (Красницкий) (укр. Краснецький Іван Михайлович; 18 мая 1945, Братковцы, Станиславская область — 23 апреля 2010) — советский и украинский футболист, тренер по футболу. Заслуженный работник физической культуры и спорта Украины.

## Игровая карьера
Начинал футбольную карьеру в первенстве области, откуда в 1964 году тренером А. И. Щановым был приглашён в ивано-франковский «Спартак». Играл на позиции вратаря. Был членом сборной команды УССР, выступавшей во всесоюзных турнирах «Надежда» (чемпион СССР 1964, серебряный призёр 1965).
В 1965 году был призван в армию, во время которой по приглашению заслуженного тренера СССР Сергея Шапошникова в 1966—1967 годах играл в составе львовского СКА в классе «Б». В армейской команде его партнёрами были Секеч, Плахетко, Варга, Капличный, Грещак, Юшка, Дударенко и другие.
В 1968 году вернулся в Ивано-Франковск, где отыграл 4 сезона. В составе «Спартака» становился чемпионом Украины по классу «Б» (1969), привлекался в сборную УССР. В 1972 году играл в сумском «Фрунзенце». Завершил карьеру в любительской команде «Будивельник» (Калуш), где выступал на позиции нападающего.

## Тренерская карьера
Карьеру тренера начинал в родном селе Братковцы. Тренировал колхозную команду, с которой становился чемпионом областного общества «Колос». В финальном турнире в Татарбунарах его команда заняла второе место, уступив хозяевам. Далее работал директором и тренером в ДЮСШ Солотвино. Среди его воспитанников в этот период были Василий Гуменяк и Владимир Крайник.
После окончания института физической культуры с 1976 по 1984 год работал директором и тренером ДЮСШОР по футболу города Ивано-Франковска (в настоящее время — СДЮШОР «Спартак-Прикарпатье»). Воспитанники — Волосянко, Рыпан, Пётр и Роман Русаки, Москвин, Гусак.
После обучения в Москве в 1987 году работает вторым тренером «Прикарпатья», которое выступало на тот момент во 2-й лиге чемпионата СССР. Затем на два года уехал в Ужгород работать главным тренером «Закарпатья». Под его руководством команда завоевала право играть в буферной зоне второй лиги.
Летом 1990 года возглавил «Прикарпатье». В 1992 году с этой командой дебютировал в высшей лиге чемпионата Украины, однако после 10-го тура уступил место главного тренера Юрию-Иосифу Шулятицкому. Это не повлияло на итоговый результат — по результатам сезона «Прикарпатье» выбыло в первую лигу.
В 1991—1993 годах состоял в тренерском совете ФФУ. Принимал участие в организации товарищеских матчей национальных сборных США и Украины.
Далее возглавлял клубы низших дивизионов «Бескид-ТИМ» (Надворная), «Кристалл» (Чортков), «Лимница» (Перегинск) и «Верес» (Ровно).
В 1996—1997 годах находился в США по гостевой визе, где тренировал детские команды в городе Мэйплвуд (штат Нью-Джерси). Работал во всеамериканском летнем футбольном лагере. После возвращения на Украину тренировал ФК «Калуш».
25 декабря 1998 года был представлен в качестве главного тренера одного из аутсайдеров высшей лиги — СК «Николаев», став третьим наставником корабелов по ходу сезона. До этого пост главного тренера николаевцев по финансовым причинам покинул Анатолий Коньков, и первый круг с командой дорабатывал в качестве исполняющего обязанности Леонид Николаенко. Краснецкий провёл с командой зимний подготовительный период и 1 матч второго круга.
Далее возглавлял «Черногора» (Ивано-Франковск) и «Цементник» (Ямница), работал старшим тренером футбольного интерната ВПУ-21, тренером в СДЮШОР «Спартак-Прикарпатье».

## Образование
Окончил Ивано-Франковский педагогический институт, физико-математический факультет (учитель математики, 1970), Киевский институт физической культуры (футбольный тренер, 1976), Высшую школу тренеров в Москве (1986).

## Семья
Жена — Анна Тарасовна. Две дочери.